# Sankoff-Algorithmus

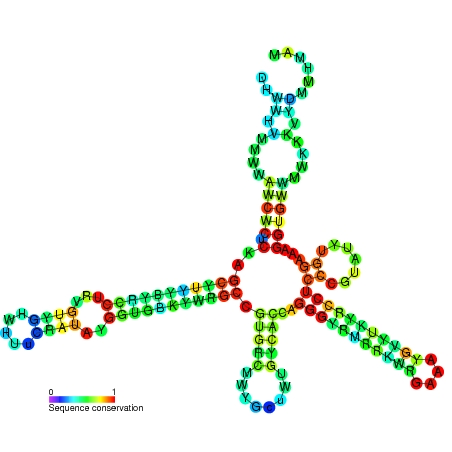
Eine RNA-Sekundärstruktur, d. h. eine Faltung einer RNA-Sequenz.

Der Sankoff-Algorithmus nutzt dynamische Programmierung in der Genetik, um simultan die drei Teilprobleme Sequenzalignment, Proteinfaltung und Phylogenie zu lösen. Er faltet und aligniert zugleich zwei Nukleotidsequenzen, so dass unter einem Energie-Modell die freie Energie der Sekundärstrukturen und die Kosten der Editierungsoperationen des Alignments minimiert werden. Die Laufzeit des Algorithmus ist in O{\displaystyle (n^{6})} und der Speicherbedarf in {\displaystyle O(n^{4})}.

## Fallunterscheidung
Die Rekurrenzen des Algorithmus implementieren grundlegend folgende Fallunterscheidung:
1. Ein Match von zwei Basen
2. Eine Insertion einer Base
3. Eine Deletion einer Base
4. Ein Match von zwei Basenpaaren.
Seien die beiden Eingabesequenzen {\displaystyle u,v}, mit {\displaystyle m=|u|,n=|v|} und {\displaystyle 0\leq i<j\leq m,0\leq i'<j'\leq n}, dann ist die vereinfachte Grundstruktur der Rekurrenzen:
{\displaystyle M[i,j,i',j']={\begin{Bmatrix}\operatorname {match} (u_{i},v_{i'},M[i+1,j,i'+1,j'])&\\\operatorname {ins} (v_{i'},M[i,j,i'+1,j'])&\\\operatorname {del} (u_{i},M[i+1,j,i',j'])&\\\operatorname {pmatch} (u_{i},u_{k},v_{i'},v_{k'},M[i+1,k,i'+1,k'],M[k+1,j,k'+1,j'])&,i\leq k\leq j\\&,i'\leq k'\leq j'\\\end{Bmatrix}}}
Fall 4 stellt sicher, dass bei gleichzeitiger Faltung beide Strukturen die gleiche Anzahl und Schachtelung von Hairpins bilden.

## Komplexität
Sei die Eingabe zwei Sequenzen {\displaystyle u,v}, mit {\displaystyle n=\max \left\{|u|,|v|\right\}}.
Die Laufzeit liegt in {\displaystyle O(n^{6})}. Für alle {\displaystyle O(n^{2})} Teilwörter von {\displaystyle u} müssen alle {\displaystyle O(n^{2})} Teilwörter von {\displaystyle v} und in jeder Fallunterscheidung zwei Grenzen, die jeweils in {\displaystyle O(n)} variieren, betrachtet werden.
Der Speicherbedarf ist in {\displaystyle O(n^{4})}, da alle Zwischenergebnisse für alle Teilwort-Kombinationen in einer Tabelle gespeichert werden.

## Varianten
Da {\displaystyle O(n^{6})} Laufzeit in der Praxis problematisch ist, gibt es Varianten, die in
der Fallunterscheidung nicht alle möglichen {\displaystyle k} bzw. {\displaystyle k'} betrachten, sondern
beispielsweise nur die Basenpaare, die eine bestimmte Basenpaarwahrscheinlichkeit haben. So reduziert sich dann die Laufzeit auf {\displaystyle O(n^{4}c)}.